# 와다 하구미
와다 하구미(일본어: 和田 育, 2000년 12월 19일~)는 일본의 축구 선수이다.

## 구단 경력
그는 2023년 J3리그의 아술 클라로 누마즈에 입단했다. 2024년까지 70경기에 출전하여, 14득점을 넣었다. 2025년 FC 오사카로 이적했다.